# 傅岐
傅 岐（ふ き、生年不詳 - 549年）は、南朝梁の官僚。字は景平。本貫は北地郡霊州県。

## 経歴
傅翽（傅琰の子）の子として生まれた。はじめ国子明経生となった。南康王左常侍を初任とし、行参軍に転じ、尚書金部郎を兼ねた。母が死去して職を去り、喪にあって礼を尽くした。喪が明けた後も、長らく病に伏せっていた。普通2年（521年）、北郊の壇を改めて作るにあたって、傅岐が監知繕築に起用されて、建築事業の指揮にあたった。事業が完了すると、始新県令に任じられた。始新県では民衆が争闘により死者を出しており、死者の家族が郡に訴えると、郡はその仇を逮捕した。郡による取り調べは済んだものの、判決は下されず、裁判は県に移管された。傅岐は被告の枷を外すよう命じ、穏やかな言葉で問いかけると、被告は罪を自白した。法により死刑と判決されたが、冬節がやってくると、傅岐は囚人を釈放してその家に帰し、冬節1日を過ごさせて獄にもどさせることとした。部下の官吏たちが「むかしはこのようにしていたと聞くが、今は行うべきではない」と反対したが、傅岐は「信頼に値すると決めれば、県令は座っていればよく、心配するにはおよばない」と答えて、釈放させた。はたして囚人は期日どおりに戻ってきた。郡太守は深く感心して、このことを武帝に奏聞した。傅岐が県を去るにあたっては、かれの離任を惜しんで出境を見送る人々の声が数十里に聞こえたと伝えられる。建康に帰ると、廷尉正に任じられ、中書通事舎人を兼ねた。入朝すると、舎人のまま寧遠岳陽王記室参軍に転じた。建康県令として出向したが、公務上の事件のために免官された。まもなく再び舎人として復帰し、舎人を兼ねたまま安西中記室や鎮南諮議参軍を歴任した。
傅岐は容姿と挙措が美しく、書物を広く渉猟し、応答にすぐれていた。大同年間、東魏と和親が成り、東魏の使節がやってくると、武帝は傅岐に命じて応接させた。太清元年（547年）、傅岐は舎人のまま太僕や司農卿を歴任した。禁省に十数年つとめて、機密に関与することでは朱异に次いだ。この年の冬、豫州刺史の貞陽侯蕭淵明が兵を率いて彭城を攻撃したが、敗れて東魏に捕らえられた。
太清2年（548年）、東魏に抑留されている蕭淵明が使者を梁に派遣して、東魏が講和を望んでいることを伝えさせた。武帝が官僚や近臣たちに命じて議論させると、朱异が講和に賛成論を述べ、議論する者たちもこれに賛同した。ひとり傅岐は「高澄は勢いに乗っており、その勢力は弱くないのに、なぜ和平を提案したのでしょうか。梁と東魏のあいだに和平が成立すると、侯景は自分と蕭淵明の身柄が両国のあいだで交換されるのを恐れて、反乱を計画するでしょう。いま東魏とのあいだに通好を許すと、その術中にはまることになります。なおかつ昨年に彭城で軍を失い、また今年には渦陽で敗れたばかりで講和に応じるのは、国家の弱さを示すこととなります。愚考のとおり、この講和は許可するべきではありません」と、反対論を述べた。武帝は朱异らの議論を採用し、東魏とのあいだに講和が成立した。侯景は傅岐の懸念どおりの疑いを抱き、反乱を計画した。8月、侯景は挙兵して反乱を起こした。10月、侯景は長江を渡って建康を攻撃し、朱异の処刑を要求した。
太清3年（549年）、傅岐は舎人のまま中領軍に転じた。2月、侯景が江右4州の割譲と部下の安全と引き換えに、建康の包囲を解いて江北に帰る条件の講和を申し出ると、武帝はこれを許した。侯景は城西で盟を立てるにあたって、宣城王蕭大器を人質として送るよう求めた。傅岐は蕭大器が皇太子の嫡嗣子であることから、これに反対し、石城公蕭大款を送らせた。侯景との盟が成ると、城中の文武は欣喜雀躍して、包囲の解けることを信じた。傅岐はひとりこの講和が偽りのものであると説いたので、人々はうらみあやしんだ。侯景の背信が明らかとなると、人々は傅岐の先見性に感心した。武帝は傅岐の勤労を賞して、南豊県侯に封じたが、傅岐は固辞して受けなかった。3月、建康が陥落すると、傅岐は病のまま包囲を出て、自宅で死去した。

## 伝記資料
- 『梁書』巻42 列伝第36
- 『南史』巻70 列伝第60